# Bondo (peuple)
Pour les articles homonymes, voir Bondo.
Les Bondo (aussi Bonda) sont un peuple aborigène indien, vivant dans les collines de l'Orissa, au centre-est de la péninsule indienne.

## Population
Les Bondo sont une ancienne tribu et forment une population d'environ 12 000 personnes qui vivent dans les régions montagneuses isolées du district de Malkangiri, au sud-ouest d'Orissa, à la jonction des trois États d'Orissa, du Chhattisgarh et de l'Andhra Pradesh. Leur langue appartient au sous-groupe munda de la famille des langues austro-asiatiques.

## Mode de vie
Ils vivent dans une société matriarcale, pratiquent le troc, sont généralement semi-habillés et les femmes portent au cou des bijoux en argent.
Le gouvernement d'Orissa a fondé en 1977 l'Agence de développement Bonda (BDA).

## Galerie

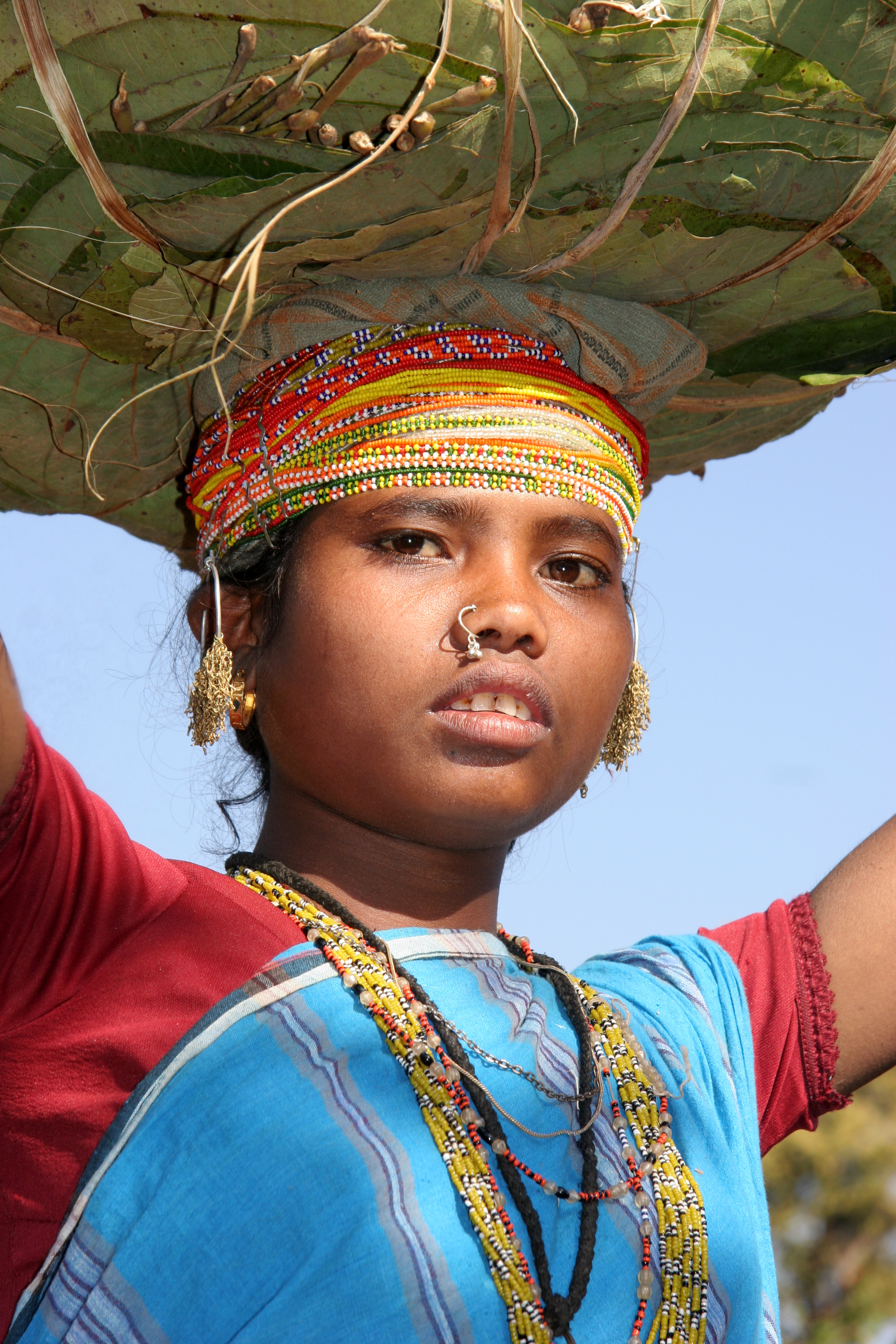
Jeune fille d'ethnie Bondo
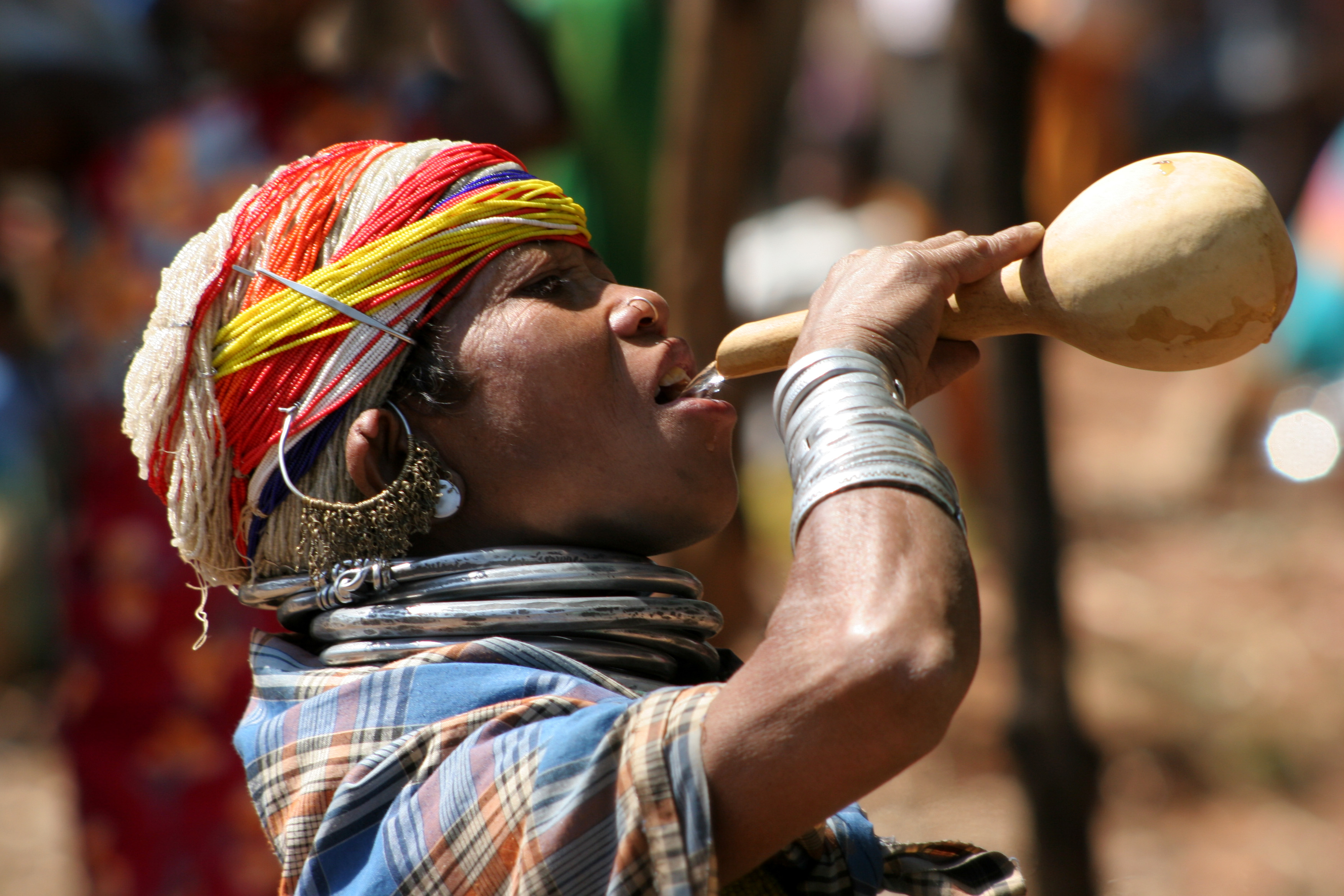
Femme âgée qui boit du vin de riz
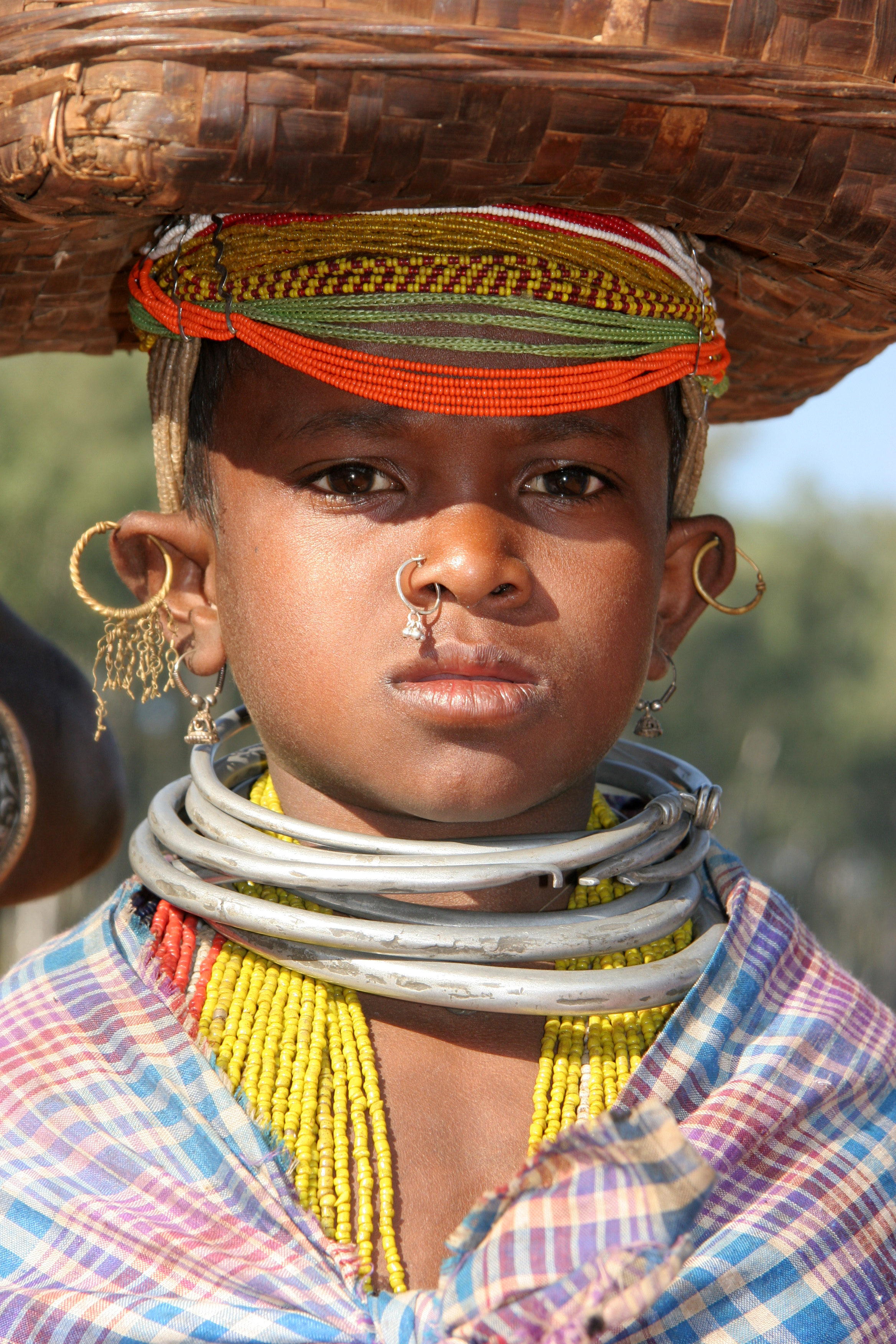
Jeune fille d'ethnie Bondo